# سیارک ۲۵۲۶۶
سیارک ۲۵۲۶۶ (به انگلیسی: 25266 Taylorkinyon، نامگذاری:1998VS20) بیست و پنج هزار و دویست و شصت و ششمین سیارک کشف شده‌است که در ۱۰ نوامبر ۱۹۹۸ کشف شد.
قدر مطلق سیارک برابر ۹.۸ است.